# 杉野裕
杉野 裕（すぎの ゆう、11月9日 - ）は、日本のヴァイオリニスト、作曲家、編曲家。 

## 概要
5歳よりヴァイオリンを始める。全日本学生音楽コンクール入賞。アメリカ・ボストンのニューイングランド音楽院特待生。在学中よりオーケストラや室内楽の演奏活動を始める。クラシックの他、ミュージカルやポップス等、幅広いジャンルの演奏活動を展開している。
yu sugino strings（杉野裕ストリングス）主宰。またALI PROJECTのヴァイオリニストとしても有名である。
| スタブアイコン | サブスタブ | この項目は、まだ閲覧者の調べものの参照としては役立たない、音楽関係者（バンド等）に関連した書きかけの項目です。この項目を加筆・訂正などしてくださる協力者を求めています（P:音楽/PJ:芸能人）。 |

| スタブアイコン | サブスタブ | この項目は、まだ閲覧者の調べものの参照としては役立たない、クラシック音楽に関連した書きかけの項目です。この項目を加筆・訂正などしてくださる協力者を求めています（P:クラシック音楽/PJ:クラシック音楽）。 |